# Xuān od Chua
Kralj Xuan (楚宣王; Chǔ Xuān Wáng) bio je vladar kineske države Chu iz kuće Mi, sin kralja Daoa od Chua te brat Sua od Chua. 
Prema mitu, bio je potomak cara Zhuanxua, a Sima Qian spominje da je potekao od prvog vladara Chua – Điliana, koji je uzeo ime Mi.
Xuan je bilo njegovo postumno ime; osobno ime, koje je dobio kao princ, bilo je Liángfū (良夫).
Naslijedio je svog brata Sua, a samog ga je naslijedio sin Wei.
Xuan je bio predak cara Kine Yija od Chua.